# The Number 1's Tour
The Number 1's Tour var det irske boyband Westlifes femte turné. Den blev set af 330.000 personer og indspillede £8 millioner på verdensplan. Turnéen hed oprindeligt The Red Carpet Tour, men det blev ændret da det blev tydeligt, at navnet skabte forvirring. Turnéen fandt sted efter bandets Rat Pack-album Allow Us to Be Frank.
Opvarmning på turnéen var Bombay Rockers.

## Setliste
1. "Uptown Girl"
2. "Hey Whatever"
3. "If I Let You Go"
4. "Mandy"
5. "Unbreakable"
6. "My Love"
7. "Swear It Again"
8. "When You're Looking Like That"
9. Medley:
  1. "Disco Inferno"
  2. "Oh, Pretty Woman"
  3. "I Feel Fine"
  4. "Don't Stop 'til You Get Enough"
  5. "Footloose"
10. "Ain't That a Kick in the Head?"
11. "Smile"
12. "Mack the Knife"

Encore
1. "World of Our Own"
2. "What Makes a Man"
3. "Flying Without Wings"

## Tour datoer
| Dato        | By             | Arena                         | Land       |
| ----------- | -------------- | ----------------------------- | ---------- |
| 1. februar  | Belfast        | Odyssey                       | Nordirland |
| 2. februar  | Belfast        | Odyssey                       | Nordirland |
| 4. februar  | Belfast        | Odyssey                       | Nordirland |
| 8. februar  | Dublin         | The Point                     | Irland     |
| 9. februar  | Dublin         | The Point                     | Irland     |
| 11. februar | Dublin         | The Point                     | Irland     |
| 12. februar | Dublin         | The Point                     | Irland     |
| 13. februar | Dublin         | The Point                     | Irland     |
| 14. februar | Dublin         | The Point                     | Irland     |
| 16. februar | Dublin         | The Point                     | Irland     |
| 18. februar | Cork           | Millstreet                    | Irland     |
| 19. februar | Cork           | Millstreet                    | Irland     |
| 20. februar | Cork           | Millstreet                    | Irland     |
| 22. februar | London         | Wembley Arena                 | England    |
| 23. februar | London         | Wembley Arena                 | England    |
| 26. februar | Manchester     | Manchester Evening News Arena | England    |
| 27. februar | Manchester     | Manchester Evening News Arena | England    |
| 1. marts    | Cardiff        | International Arena           | Wales      |
| 2. marts    | Cardiff        | International Arena           | Wales      |
| 3. marts    | Cardiff        | International Arena           | Wales      |
| 6. marts    | Birmingham     | NEC                           | England    |
| 7. marts    | Birmingham     | NEC                           | England    |
| 8. marts    | Brighton       | The Brighton Centre           | England    |
| 10. marts   | Glasgow        | SECC                          | Skotland   |
| 11. marts   | Newcastle      | Metro Radio Arena             | England    |
| 12. marts   | Newcastle      | Metro Radio Arena             | England    |
| 14. marts   | Glasgow        | SECC                          | Skotland   |
| 15. marts   | Glasgow        | SECC                          | Skotland   |
| 18. marts   | Sheffield      | Hallam FM Arena               | England    |
| 19. marts   | Sheffield      | Hallam FM Arena               | England    |
| 21. marts   | Brighton       | The Brighton Centre           | England    |
| 22. marts   | Nottingham     | Ice Arena                     | England    |
| 23. marts   | Nottingham     | Ice Arena                     | England    |
| 28. marts   | Stockholm      | Globen                        | Sverige    |
| 29. marts   | Horsens        | Forum Horsens                 | Danmark    |
| 30. marts   | Amsterdam      | Heinken Music Hall            | Holland    |
| 1. april    | München        | Olympiahalle                  | Tyskland   |
| 2. april    | Halle          | Gerry Weber                   | Tyskland   |
| 5. april    | Durban         | Westridge Park Tennis Stadium | Sydafrika  |
| 7. april    | Port Elizabeth | UPE Sport Arena               | Sydafrika  |
| 8. april    | Cape Town      | Belville Velodrome            | Sydafrika  |
| 10. april   | Johannesburg   | Coca Cola Dome                | Sydafrika  |
| 13. april   | Ritz           | Carlton Hotel and Spa         | Bahrain    |
| 14. april   | Dubai          | Dubai Media Town center       | Arabien    |

## Live DVD hitliste
| Hitliste            | Højeste placering |
| ------------------- | ----------------- |
| Ireland             | 1                 |
| UK Music Videos     | 14                |
| UK Music Videos     | 3                 |
| UK DVD Videos (OCC) | 19                |
| UK Videos (OCC)     | 19                |